# Berwick-upon-Tweed
Berwick-upon-Tweed, de vegades coneguda com a Berwick-on-Tweed o simplement Berwick, és una ciutat i parròquia civil de Northumberland, Anglaterra, al sud de la frontera anglo-escocesa, i la ciutat més al nord d'Anglaterra. El cens del Regne Unit de 2011 va registrar la població de Berwick en 12.043 habitants.
La ciutat es troba a la desembocadura del riu Tweed a la costa est, 90 km al sud-est d'Edimburg, 105 km al nord de Newcastle upon Tyne, i 555 km al nord de Londres. Únicament per a Anglaterra, la ciutat es troba una mica més al nord que la capital de Dinamarca Copenhaguen i l'extrem sud de Suècia més a l'est del mar del Nord, amb la qual limita Berwick.
Berwick va ser fundat com un assentament anglosaxó al Regne de Northumbria, que va ser annexat per Anglaterra al segle x. El 2008 es van formar una parròquia civil i un ajuntament que comprenen les comunitats de Berwick, Spittal i Tweedmouth. És la parròquia civil més septentrional d'Anglaterra.
La zona va ser durant més de 400 anys el centre de les guerres frontereres històriques entre els regnes d'Anglaterra i Escòcia, i diverses vegades la possessió de Berwick va canviar de mans entre els dos regnes. L'última vegada que va canviar de mans va ser quan Richard de Gloucester la va tornar a Anglaterra el 1482. Fins avui, molts Berwickers senten una estreta afinitat amb Escòcia. Tant el Berwick Rangers Football Club com el Berwick Rugby Football Club juguen a lligues escoceses.
Berwick segueix sent una ciutat de mercat tradicional i també té algunes característiques arquitectòniques notables, en particular les seves muralles medievals, el seu Ajuntament georgià, les seves muralles isabelines i els primers edificis de barraques de Gran Bretanya, que Nicholas Hawksmoor va construir (1717–1721) per al Board of Ordnance.